# Eddie Jones (rugbi)
Eddie Jones (Burnie, Tasmània, Austràlia, 30 de gener de 1960) és un ex-jugador i entrenador de rugbi australià. Actualment, és el seleccionador d'Anglaterra, amb anterioritat havia entrenat a Austràlia a la Copa del món de Rugbi de 2003 i al Japó a la Copa del món de Rugbi de 2015.

## Carrera com a jugador
Jones va començar la seva carrera al Matraville Sports High School  Posteriorment, va fitxar com a hooker per Randwick and New South Wales, però no assoliria debutar nivell internacional. L'any 1989 jugaria amb els New South Wales contra l'equip British and Irish lions. També, va debutar amb Leicester durant la temporada 1991-92. Finalment, es va retirar per concentrar-se en la seva carrera com a mestre d'escola.

## Carrera com a entrenador

### Inicis
L'any 1994 Eddie Jones deixa la seva carrera com a mestre i fitxa com a entrenador del seu anterior club, Randwick. Llavors marxa al Japó on desenvolupa els seus coneixements a la Tokai University, com a entrenador assistent

### ACT Brumbies
Jones torna a Austràlia l'any 1998 com a entrenador del ACT Brumbies del Super Rugby. La primera temporada del tasmà fou decebedora amb una desena posició en una lliga de dotze equips.
Tanmateix, però, Jones estava gestant el que seria l'època daurada del Brumbies que culminaria amb el subcampionat de l'any 2000, al perdre la final contra Crusaders, i amb el títol de 2001 aconseguint ser el primer equip no neozelandès en guanyar el títol.

### Austràlia
L'any 2001, és designat com a seleccionador australià. En l'horitzó hi havia la Copa del món de rugbi de 2003, que es jugava a territori Wallabie. La seva trajectòria s'inicià amb la victòria al Torneig de les tres nacions de 2001 i el subcampionat de 2002. A la copa del món de 2003, Jones portaria l'equip fins a una semifinal èpica contra els All Blacks, que guanyarien els amfitrions. La final, doncs, seria un duel entra Anglaterra i Austràlia. Malauradament per Jones, el XV de la Rosa s'enduria la victòria amb un drop de Johnny Wilkinson al final del partit.
Després de la final, Jones va signar un contracte per dirigir Austràlia fins al mundial de 2007, després de declinar una oferta de la selecció japonesa.
Però l'any 2005, el Wallabies van patir una plaga de lesions que els va fer perdre set partits consecutius d'una gira europea. Després de perdre per 22-24 contra Gal·les al Millenium Stadium, el seu contracte fou rescindit el 2 de desembre de 2005.

### Era post-Wallabies
Només sobre un mes després que Jones fos acomiadat de la seva posició com entrenador dels Wallabies, va signar un contracte de tres anys amb els Queensland Reds. El febrer 2006, va fitxar com a consultor de Saracens, posició que compaginaria amb la seva tasca al Super Rugby.

### Sud-àfrica
A finals del 2007, tot apuntava que Jones fitxaria per Fiji com a tècnic per a la Copa del món de França de 2007. En comptes d'això, Jones va ser fitxat pels Springbok. Aquesta decisió, fou força criticada al seu país d'origen, ja que els sud-africans eren un rival directe dels australians per guanyar la medalla d'or a París .
Sud-àfrica guanyaria el torneig, i molts dels elogis que es va endur l'equip s'atribuirien a la seva tasca dins l'equip tècnic. Al acabar la Copa del món de 2007, Jones tornaria a Saracens, fins a la temporada 2008-09 que abandonaria l'equip per motius  

### Japó
entre 2009 i 2015, Jones seria l'entrenador de la Selecció japonesa de Rugbi a qui classificaria per les copes de 2011 i 2015. Guanyaria les edicions de la World Rugby Pacific Nations Cup de 2011 i 2014 i totes les edicions de la Asian Five Nations entre 2009 i 2015. També seria recordat pel partit inaugural de la selecció japonesa a la Copa del Món de Rugbi de 2015 contra els Springbooks on els japonesos derrotarien els sud-africans per 32 a 34.

### Anglaterra
Després de la desfeta anglesa a la seva copa del món, la federació anglesa contractaria a Jones per fer-se càrrec del XV de la Rosa. El seu debut fou durant el Torneig de les Sis nacions 2016 guanyant la Calcuta Cup a Edimburg.